# 潘應龍
潘應龍（1578年—1627年），字元宸，號翼虞，福建興化府莆田縣人。

## 生平
万历三十一年癸卯科福建乡试举人，三十五年（1607年）丁未科三甲四十四名进士，礼部观政，本年六月授廣東揭阳县知县，四十一年贬湖广按察司照磨，四十二年升丽水县知县，四十四年擢南京刑部主事，升郎中，天啓二年（1622年）升池州府知府，五年升廣西右江兵备道副使，六年迁四川参政，染时疫而卒，贈太僕寺卿。

## 家族
曾祖潘雲翔。祖父潘希錫。父潘文通。母林氏，継母张氏。慈侍下。弟應麒、應鳳。